# Pradera volcánica del Serengueti
La pradera volcánica del Serengueti es una ecorregión de la ecozona afrotropical, definida por WWF, situada en el norte de Tanzania. Forma parte de la región denominada Sabana de acacias de África Oriental, incluida en las lista Global 200. La llanura se extiende hasta el suroeste de Kenia.

## Descripción
Es una ecorregión de sabana que ocupa una extensión de 18.000 kilómetros cuadrados, en dos regiones separadas a ambos lados del brazo oriental del Gran Valle del Rift. La región occidental se encuentra en la llanura de Serengueti.
La ecorregión está formada por llanuras herbáceas onduladas cubiertas de cenizas volcánicas procedentes de varios volcanes cercanos, interrumpidas por afloramientos rocosos aislados (inselbergs) llamados en África kopjes.
Las temperaturas máximas medias oscilan entre 24 y 27 °C, y las mínimas entre 15 y 21 °C. Las precipitaciones anuales, muy estacionales, varían entre los 1050 mm del noroeste y los 550 del sudeste; hay dos estaciones húmedas, entre marzo y mayo y entre noviembre y diciembre.

## Flora
Entre las especies dominantes se encuentran Sporobolus, Pennisetum mezianum, Eragrostis tenuifolia, Andropogon greenwayi, Panicum coloratum, Cynodon dactylon (pata de perdiz), Chloris gayana, Dactyloctenium, Digitaria macroblephara y Kyllinga.

## Fauna
Estas praderas son vitales para las migraciones de millones de grandes mamíferos: el ñu azul (Connochaetes taurinus), la cebra de Burchell (Equus quagga burchelli), la gacela de Thomson (Gazella thomsoni), el eland común (Taurotragus oryx)...
Un gran número de especies de depredadores habita en la ecorregión: guepardo (Acinonyx jubatus), león (Panthera leo), leopardo (Panthera pardus), hiena manchada (Crocuta crocuta), hiena rayada (Hyaena hyaena), chacal rayado (Canis adustus), chacal dorado (Canis aureus) chacal de lomo negro (Canis mesomelas), ratel (Mellivora capensis), caracal (Caracal caracal), serval (Leptailurus serval), gato salvaje (Felis silvestris), licaón (Lycaon pictus), zorro orejudo (Otocyon megalotis) y varias especies de civetas, ginetas y mangostas (familia Viverridae).
Otras especies importantes por su abundancia son el antílope acuático (Kobus ellipsiprymnus), el búbalo común (Alcelaphus buselaphus), el topi (Damaliscus lunatus), el impala (Aepyceros melampus), la gacela de Grant (Gazella granti), el búfalo cafre (Syncerus caffer) y el cocodrilo del Nilo (Crocodylus niloticus). 
La cigüeña blanca (Ciconia ciconia) inverna en esta ecorregión.

## Endemismos
La ecorregión es pobre en endemismos.

## Estado de conservación
Vulnerable. Las principales amenazas para esta ecorregión son la ganadería y los incendios.

## Protección
Gran parte de la ecorregión se encuentra protegida. Las principales áreas protegidas son el Parque nacional Serengueti y la Zona de conservación de Ngorongoro, ambas declaradas Patrimonio de la Humanidad por la Unesco.